# Lysandra coppelia
Lysandra coppelia är en fjärilsart som beskrevs av Thierry-mieg 1911. Lysandra coppelia ingår i släktet Lysandra och familjen juvelvingar. Inga underarter finns listade i Catalogue of Life.